# Ruda Bielszowice
Ruda Bielszowice – stacja kolejowa w Rudzie Śląskiej w województwie śląskim, w Polsce. Stacja powstała w roku 1904, budynek z powodu szkód górniczych rozpadł się w latach 80. XX wieku.